# Департамент по вопросам занятости и экономического развития штата Миннесота

Департамент по вопросам занятости и экономического развития штата Миннесота (англ. The Minnesota Department of Employment and Economic Development (DEED)) является государственным агентством экономического развития Миннесоты. Он занимается поддержкой экономического успеха отдельных лиц, предприятий и сообществ путем улучшения возможностей для роста. Департамент был создан в июле 2003 года путем слияния Департамента торговли и экономического развития Миннесоты и Департамента экономической безопасности Миннесоты.

## Подразделения
Отдел бизнеса и развития сообществ
Отдел бизнеса и развития сообщества (BCD) предоставляет финансовые и технические услуги для предприятий, сообществ и специалистов в области экономического развития. Отдел содействует расширению экспорта и содействует его работе с компаниями из Миннесоты, которые заинтересованы в расширении. BCD также работает с компаниями, заинтересованными в переезде в Миннесоту. Кроме того, BCD помогает сообществам Миннесоты финансировать инфраструктурные проекты.
Отдел развития рабочей силы
Отдел развития рабочей силы работает с местными и государственными партнерами для обучения и поддержки безработных и перемещенных работников, а также оказывает финансовую помощь предприятиям, стремящимся повысить квалификацию своей рабочей силы. Дополнительные услуги включают государственные услуги для слепых, услуги по реабилитации, местную биржу труда и определение инвалидности. Многие из этих услуг предоставляются в центрах Minnesota WorkForce, расположенных по всему штату.
Отдел страхования по безработице
Отдел страхования по безработице обеспечивает выплату пособий по безработице, что стабилизирует экономику и стимулирует её во время кризисов и поддерживает высокую квалификацию рабочей силы.
Отдел связей, анализа и исследований
Отдел связей, анализа и исследований координирует информационные ресурсы департамента и предоставляет централизованные услуги в области коммуникаций, маркетинга, публикаций, экономического анализа, рынка труда и других исследований. Отдел также реализует государственную программу брендинга «Позитивная Миннесота» в партнерстве с бизнесом, промышленностью, образованием и правительственными организациями.